# Thetis. Anderswelt
Thetis. Anderswelt ist ein Roman von Alban Nikolai Herbst, der 1998 bei Rowohlt die Anderswelt-Trilogie eröffnete. 2001 erschien im Berlin Verlag die Fortsetzung: „Buenos Aires. Anderswelt. Kybernetischer Roman“ und abschließend 2013 im Elfenbein Verlag „Argo. Anderswelt. Epischer Roman“.

## Inhalt
Thetis. Anderswelt erzählt auf der oberen Spielfläche einen Spaziergang durch Berlin, der in einem Berliner Café endet, wo sich der Spaziergänger (Hans Deters) den eigentlichen Roman ausdenkt. Er wartet dabei auf eine Frau, eine Zufallsbekanntschaft, die ihn jedoch warten lässt. Während des Wartens betrinkt er sich und gerät zunehmend in den Strudel seiner eigenen Erfindungen. Dabei merkt er erst gegen Schluss, wie sich das Café mit den Romanfiguren anfüllt. Verwirrt und panisch läuft er vor ihnen davon.
In der eigentlichen Romanerzählung wird vor allem die Geschichte des „Ostlers“ Achilles Borkenbrod erzählt, der aus dem nach einer ökologischen Katastrophe völlig verarmten Osten in den reichen Westen will. Dabei hat er den Traum, noch weiter über Europa hinaus in ein legendäres Land (das Paradies?) zu gelangen, das bei ihm „Lévkas“ oder „Leuke“ heißt. Sowohl Borkenbrods Vorname als auch der Name dieser Insel weisen auf Homer hin, dessen Ilias tatsächlich eine der Schablonen ist, denen die Handlung des Romans teils spielerisch, teils ironisierend bis travestierend folgt.
Am Ende des Romans ist Borkenbrod im Westen angekommen, allerdings als Mitglied einer vor allem von Frauen organisierten Aktivistengruppe, die auch terroristische Anschläge nicht scheut.
Im Grunde formt der ganze Roman eine deutlich realistische Betrachtung der Gegenwart (Verelendung, globales Nord-Süd-Gefälle, Bedrohung durch den Terrorismus, Balkankrieg, Umweltverschmutzung usw.) in eine Erzählung um, die über weite Strecken der fantastischen Literatur (Fantastik) zugehört, teilweise auch der Science Fiction. So auch die Gattungsbezeichnung des Romans als „Fantastischer Roman“. Das „Fantastische“ bleibt allerdings durch den Erzähler, der sich in dem Café betrinkt, immer an einen zugrunde liegenden Realismus gebunden.
Die in ihrer Verzweigtheit kaum wiederzugebende Handlung hat Herbst in der taz vom 28./29. November 1998 für Kolja Mensing so zusammengefasst: „Nach einer ökologischen Flutkatastrophe sind die Polkappen geschmolzen und Europa ist zum großen Teil überschwemmt. Mit Ausnahme eines kleinen Teils von Kerneuropa, zwischen Bordeaux und der Tschechischen Republik – dieses Gebiet ist dreigeteilt, in Osten, Zentrum und Westen. Der Osten verelendend, das Zentrum ist Dienstleistung, Banken und Gewerbe, und im Westen leben die Reichen. Das ist das Grundszenario des Romans.“
Diese Kurzzusammenfassung lässt natürlich nichts von der Geschichtenfülle des 900-Seiten-Romans ahnen, der auf raffinierte Art im Gesamtwerk des Autors verzahnt ist: Bereits mit seinem Großroman Wolpertinger oder Das Blau (1993, Axel Dielmann-Verlag) hatte Herbst begonnen, seine eigene literarische Welt zu bauen.
In dem literarischen Verwirrspiel, das der Roman zugleich ist, mischt Herbst keltische, antike und jüdisch-islamisch-christliche Mythologie und spielt mit literarischen Vorlagen wie Orwell, Huxley, Döblin, der Bibel, mit Homer und mit dem nachgelassenen Achilleïs-Fragment Goethes. Ein „Zentralgegenstand“ im „Wolpertinger“-Roman war eine bestimmte Diskette, die – wie eben auch die Figur Hans Erich Deters – in der Anderswelt wieder auftaucht. Und noch enger ist die Verknüpfung: Endete der „Wolpertinger“ mit einem Höllenspuk an einem 1. November, so wartet Hans Deters just ebenfalls an einem 1. November im Silberstein/Samhain …
Ralf Schnell schreibt dazu in der Geschichte der deutschsprachigen Literatur seit 1945 (2. Auflage, Stuttgart 2003): 

„Die Maschine als Mensch, die Programmiersprache als universelle Kommunikation - Herbsts Romane stellen das Paradox einer digitalen Ästhetik in Romanform dar, mit den Widersprüchen, die darin objektiv liegen: die Sukzession der Abfolge von Seiten im Buch steht quer zu einer inhaltlich nicht linear oder chronologisch, sondern hypertextuell organisierten Handlungsstruktur. Ein Erzähler ist darin nicht erkennbar. Keine poetische oder poetologische Instanz gebietet über diesen digitalen Kosmos. Seine Abgründe und Abstürze sind autopoietischer Art. Das Erzählsystem generiert sich selbst. (…) Alban Nikolai Herbst hingegen hat alle Standorte des Beobachtens, Subjektivierens und Perspektivierens verlassen. Seine Erzählinstanz hat sich in der Immanenz simultaner Möglichkeiten aufgelöst. Die Selbstreflexivität ist konstitutiver Bestandteil des autopoietischen Systems geworden. Und die Frage nach dem Verhältnis von Subjekt und Objekt, Original und Kopie wird, in anthropologischer wie in ästhetischer Hinsicht, obsolet. Dieses Verfahren stellt die am weitesten vorangetriebene literarische Ästhetik im Zeitalter der Digitalisierung dar: eine Antwort der Prosa auf den Medienumbruch im Zeichen des Computers, die dessen Signatur in die Organisation ihrer eigenen Zeichen aufgenommen hat.“

1999 erhielt Herbst für Thetis. Anderswelt den Phantastik-Preis der Stadt Wetzlar.

## Rezensionen (Auswahl)
- Friedmar Apel: Täglich sieben trockene Martinis. In: Frankfurter Allgemeine Zeitung, 6. Oktober 1998 (online)
- Katharina Döbler: Delirium und Moralium. In: Neue Zürcher Zeitung, 6. Oktober 1998
- Peter Michalzik: Phakten oder Fantasie. In: Süddeutsche Zeitung, 12. November 1998
- Ulrich Faure: Geologische Revision. In: Rheinischer Merkur, 13. November 1998.
- Kolja Mensing: Eine Grammatik aus rotem Samt. In: taz, 28./29. November 1998
- Burkhardt Lindner: Krise der Phantasie. In Frankfurter Rundschau, 13. März 1999
- Eva Leipprand: Die Welt als Vorstellung und Selbstreferenz. In: literaturkritik.de, 6/1999 (online)